# M.4 (dirigibile)
Il dirigibile M.4 era un dirigibile di tipo semirigido costruito in Italia dallo Stabilimento Costruzioni Aeronautiche di Roma nella prima metà degli anni dieci del XX secolo per scopi militari. L'M.4 apparteneva alla "Classe M" progettata dall'ingegnere Gaetano Arturo Crocco.

## Storia del progetto
Nel 1910 la legge di potenziamento dell'aeronautica aveva previsto la costruzione di 9 dirigibili, di cui tre piccoli, cinque medi e uno grande. I dirigibili medi (tipo M), del tipo semirigido, vennero progettati dagli ufficiali del genio militare Gaetano Arturo Crocco e Ottavio Ricaldoni. Dopo l'M.1 e l'M.2, il successivo M.3 venne realizzato presso lo Stabilimento Costruzioni Aeronautiche di Roma, e montato sulla base di Vigna di Valle nel corso del 1913.
Il programma di potenziamento della Legge 1910 si concluse all'inizio del 1916, ma erano già state messe in produzione altre due aeronavi tipo M, lo M.4 e lo M.5, entrambe progettate da Crocco. I due dirigibili appartenevano al modello pesante, dotato di quattro propulsori Wolseley da 125 CV azionanti eliche bipala. Costruito sul campo d'aviazione di Torino-Mirafiori a partire dalla fine del 1914, l'M.4 volò per la prima volta nel corso del 1915, venendo poi completato a Campi Bisenzio. Assegnata in forza all'aviazione del Regio Esercito, l'aeronave fu mandata al campo d'aviazione di Ferrara, dove esisteva un cantiere aeronautico dell'esercito e uno della Regia Marina, e poi trasferta a Casarsa il 29 novembre 1915, da dove iniziò le operazioni belliche con molto ritardo a causa delle avverse condizioni meteorologiche.

## Tecnica
Si trattava di un dirigibile di tipo semirigido. La struttura era costituita da una trave metallica che dava rigidità all'involucro realizzato con tessuto gommato ed alluminato. Esso era diviso al suo interno in due parti tramite un diaframma orizzontale che separava la camera superiore del gas da quella inferiore dell'aria. La camera del gas, a sua volta, era suddivisa da dodici diaframmi, poi ridotti a sei per il modello da alta quota. I diaframmi erano regolati manualmente, e in automatico, da valvole che permettevano di mantenere una giusta pressione senza compromettere la tenuta dell'involucro, sollecitato dalle variazioni di temperatura alle diverse quote operative. La trave, situata nella parte inferiore del dirigibile, era un insieme di travi e tubi metallici irrigiditi da tiranti d'acciaio che formavano una struttura rigida adatta a reggere i piani di coda e i cavi di acciaio che sostenevano la navicella. Quest'ultima ospitava l'equipaggio, i propulsori, i comandi, la strumentazione, l’armamento e gli attacchi per i cavi e le cime di manovra.
I timoni di direzione erano due, posizionati sulla parte posteriore del dirigibile, ed aventi configurazione biplana.
La propulsione era affidata a quattro motori Wolseley a 8 cilindri a V raffreddati ad acqua, eroganti la potenza di 125 CV ciascuno, ed azionanti due eliche bipala lignee. I propulsori consentivano all'aeronave di raggiungere una velocità massima di circa 70 km/h.

## Impiego operativo
Assegnato al comando del maggiore Giovan Battista Pastine, per quattro mesi svolse solo attività addestrativa. verso la fine di aprile decollò per la prima missione bellica, che abortì subito, e l'aeronave dovette rientrare alla base.
Nella notte tra il 3 e il 4 maggio 1916 l'M.4 partì da Casarsa della Delizia al comando del maggiore Giovan Battista Pastine per bombardare con circa 1 000 kg di bombe gli accampamenti nemici nella zona Rubbia-Merna e il campo d'aviazione di Aisovizza. Vittima probabilmente di un'avaria il dirigibile rimase immobilizzato in zona d'operazione, e alle ore 4 del 4 maggio fu avvistato a una quota di 900 m mentre proveniva da Aidussina-Cernizza, e procedeva lentamente direzione di Gorizia. Secondo la testimonianza dell'asso tenente Benno Fiala von Fernbrugg alle 4:10 partirono due caccia della Flik 19, un Hansa-Brandenburg C.I (61.55) con a bordo lui e il capitano Adolf Heyrowsky, e un Fokker monoposto pilotato del tenente Ludwig Hautzmayer. Allorché il dirigibile giunse nella regione a sud di Schonpass, si accorse dell’imminente attacco e sganciò la zavorra portandosi a una quota di 1 400 metri. L'attacco congiunto portato dai due velivoli, con il Brandenburg che sparò anche proiettili incendiari, danneggiò l'aeronave, che rispose al fuoco colpendo entrambi gli aerei austro-ungarici. Nonostante le intimazioni di resa portate dai piloti austriaci, il combattimento proseguì verso est, fino alla strada Gorizia-Merna, dove intervenne anche l'artiglieria contraerea. Nei pressi di Vertoiba il dirigibile si incendiò ed esplose, sprigionando una fiammata alta circa 200 metri. L’armatura metallica si piego e precipitò, avvolta dalle fiamme dei serbatoi della benzina, nei pressi delle strada, poco distante dal campo di aviazione di Gorizia.
Nel combattimento trovò la morte l'intero equipaggio dell'M.4, composto dal comandante, maggiore Giovan Battista Pastine, dai capitani Giorgio Coturri, Umberto Casella e Giovanni Pasquali, e dai sergenti maggiori Aristide Berardis e Riziero Rapanelli. Tutti i caduti furono sepolti dagli austriaci, con gli onori miliari, nel cimitero militare di Ranziano.

## Utilizzatori
Italia
- Regio Esercito

### Annotazioni
1. ↑  Secondo alcune ipotesi l'aeronave aveva esaurito il carburante.
2. ↑  L'epopea del dirigibile M.4 apparve sulla copertina illustrata a colori in fascicolo originale completo de "La Domenica del Corriere" del 13 maggio 1917, disegnata da Achille Beltrame.
3. ↑  Le sue spoglie mortali si trovano ora presso l'Ossario di Oslavia.

### Fonti
1. 1 2 3  Pesce 1982, p. 56.
2. 1 2 3  Pesce 1982, p. 57.
3. 1 2 3 4 5 6  Il Piccolo-Trieste.
4. 1 2 3 4 5 6  Trevisani 2016, p. 11.
5. 1 2 3 4 5 6 7 8  Umbriasud.